# Godskameren en hofjes in Utrecht

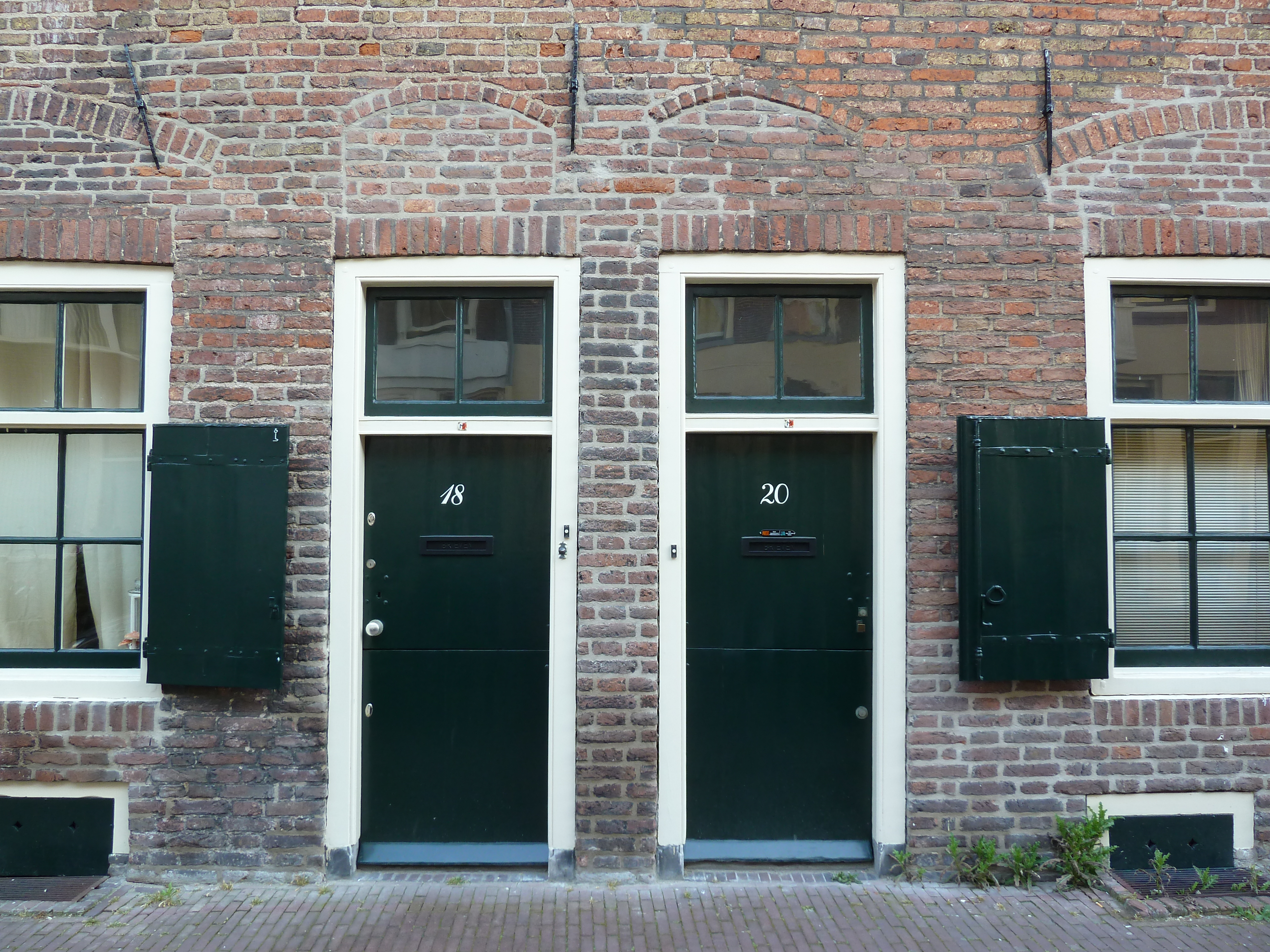
Margaretenhof, de oudste bewaard gebleven godskameren

In de stad Utrecht bevinden zich meerdere godskameren en hofjes.

## Godskameren
Godskameren (godscameren) is een stichting van vrijwoningen (woningen vrij van huur) zoals die door rijke katholieken en protestanten vanaf 1375 tot de 19de eeuw specifiek in Utrecht "om Godswil" gebouwd werden ten behoeve van kosteloze bewoning door arme mensen, meestal bejaarden of gezinnen. Deze vrijwoningen waren vaak van het type kameren, rijtjeswoningen die bestaan uit slechts één kamer en een zolder. Behalve gratis bewoning werden aan de bewoners vaak preuves uitgedeeld (voedsel, brandstof of geld). In de loop der tijd werden de vrijwoningen omgezet in huurwoningen.
De godskameren zijn bewaard gebleven omdat de beheerders de verplichting waren aangegaan vervangende woonruimte aan de bewoners te bieden. De meeste bewaard gebleven kameren bevinden zich in het Museumkwartier. Van 1652 tot de verplaatsing van de Gronsveltkameren in 1756 waren er drie rijtjes godskameren in de Agnietenstraat: de Beyerskameren, Kameren Maria van Pallaes en de eerder genoemde Gronsveltkameren.

## Hofjes
De hofjes in Utrecht zijn van latere datum dan de godskameren. Ze werden in de 19e en vroege 20e eeuw buiten de binnenstad gebouwd. In Utrecht wordt de term hofje soms ook voor de godskameren gebruikt.

## Lijst van godskameren en hofjes in Utrecht
| Naam                                     | Stichtingsjaar of bouwjaar                        | Locatie                                                                  | Opmerking | Afbeelding |
| ---------------------------------------- | ------------------------------------------------- | ------------------------------------------------------------------------ | --- | ---------- |
| Arkelkameren                             |                                                   | Lange Nieuwstraat                                                        | Gesloopt |            |
| Begijnhof                                |                                                   |                                                                          | Gesloopt. Drie godskameren gesticht door juffrouw van Hoy; vijf kameren met preuves gesticht door kanunnik Johan van Medenblick. In het grote huis woonden arme begijnen. |            |
| Beyerskameren                            | 1597                                              | Lange Nieuwstraat, Agnietenstraat                                        | Poort en gevelsteen |            |
| Breyerskameren                           | 1749                                              | Wittevrouwensingel, Gasthuisstraat                                       | Gevelsteen |            |
| Bruntskameren                            | 1621                                              | Bruntenhof, achter villa Lievendaal                                      | Poort en tuin met standbeeld |            |
| Croontgenspoort                          | 1397 door Johan Croonkijn                         | Tussen Achter-Clarenburg en de stadswal                                  | 17 vrijwoningen. Gesloopt in 1865. Ter vervanging werden in 1859-60 nieuwe woningen gebouwd in de Kroonstraat. Deze werden in 1953 aan de gemeente verkocht en in 1973 gesloopt. |            |
| Stichting der Eleëmosynae van Oudmunster | 1861                                              | Wolter Heukelslaan                                                       | Hofjeswoningen op een U-vormige plattegrond |            |
| Stichting der Eleëmosynae van Oudmunster | 1890                                              | Mgr. van de Weteringstraat, Pallaesstraat                                | Complex van woningen op de hoek Mgr. van de Weteringstraat en Pallaesstraat |            |
| Kameren van Jan van Goch                 | 1560                                              | Zakkendragerssteeg 24-44, even                                           | Elf kameren met doorgang, voorgevels gerestaureerd in 1977, achtergevels grotendeels gesloopt. Thans restaurant en rijksmonument. |            |
| Godskameren bij het Jacobsgasthuis       |                                                   | Jacobsgasthuissteeg                                                      | Tien kameren. Op een na (nummer 23) alle gesloopt rond 1978. |            |
| Hofje Goedestraat                        | 1854                                              | Goedestraat                                                              | Gebouwd als huurwoningen |            |
| Hofje Haagstraat                         | 1893                                              | Haagstraat                                                               | |            |
| Kameren van Jan van Campen               | 1574                                              | Schalkwijkstraat, Nieuwekamp                                             | Onderdeel van Leeuwenbergh Gasthuis |            |
| Janskameren van der Meer                 | 15de eeuw                                         | Hieronymusplantsoen (t.h.v. de huidige nummers 4-12), bij de Knuppelbrug | gesloopt in 1929 |            |
| Gronsveltkameren                         | 1652                                              | Nicolaasdwarsstraat                                                      | Gevelsteen; oorspronkelijk gebouwd in Agnietenstraat |            |
| Margaretenhof                            | 1562                                              | Jansveld                                                                 | Poort en gevelsteen |            |
| Martinushofje                            | 1884                                              | Gansstraat                                                               | Twee tegenover elkaar gelegen bouwblokken van ieder 12 woningen |            |
| Metelerkamp                              | 1844                                              | Nieuwekamp, Achterom                                                     | Gebouwd in een steeg, de woningen staan tegenover een blinde muur |            |
| Myropscameren                            | 1583                                              | Springweg                                                                | |            |
| Kameren Maria van Pallaes                | 1651                                              | Agnietenstraat                                                           | Gevelsteen aan refectiehuis |            |
| Hofje van Stichting Maria van Pallaes    | 1905                                              | Minstraat                                                                | Woonhuizen in rij |            |
| Hofje van Stichting Maria van Pallaes    | 1938                                              | Wulpstraat                                                               | |            |
| Hofje voor Protestantse Weduwen          | 1873 - 1936                                       | Oudwijkerveldstraat                                                      | Vier bouwblokken uit 1873, 1875 en 1936 |            |
| Sionskameren                             | 15e eeuw                                          | Nieuwegracht                                                             | Circa 1959 deels gesloopt |            |
| Speyart van Woerden's hofje              | 1879                                              | Kerkstraat (Buiten Wittevrouwen)                                         | Afgesloten door een hek |            |
| Sterrehof                                | 1873                                              | Sterrebos                                                                | Open hofje |            |
| Stevensfundatie                          | 1853                                              | Kruisstraat, hoek Biltstraat                                             | Grotendeels gesloopt in 1968 |            |
| Hofje van Veelo                          | 1826                                              | Tuinstraat en Geertebolwerk 19                                           | Zuidelijke deel is na kraakactie in 1982 behouden |            |
| Vijfzusterwoningen                       | 1375 gesticht door juffrouw Alijdt                | Hoek Waterstraat en Jan Meijenstraat                                     | Eerste vrijwoningen in Utrecht. Eind 19de eeuw gesloopt. |            |
| Zuylenskameren                           | 16e eeuw gebouwd door de kanunnik Dirk van Zuylen | Dirk van Zuylenstraat en Bergstraat                                      | In 1943 door de Duitse bezetters afgebroken om ruimte te creëren rond het Hoofdbureau van Politie. Zij betaalden een schadevergoeding maar de geplande nieuwbouw voor bejaarden aan het Geertehof op de plaats van de daartoe te slopen Geertekerk. Dit ging niet door toen de kerk verkocht werd aan de Remonstrantse gemeenschap en gerestaureerd. |            |